# Ptinus albohumeralis
Ptinus albohumeralis is een keversoort uit de familie klopkevers (Ptinidae). De wetenschappelijke naam van de soort werd in 1913 gepubliceerd door Arthur Mills Lea.